# Julia Müller

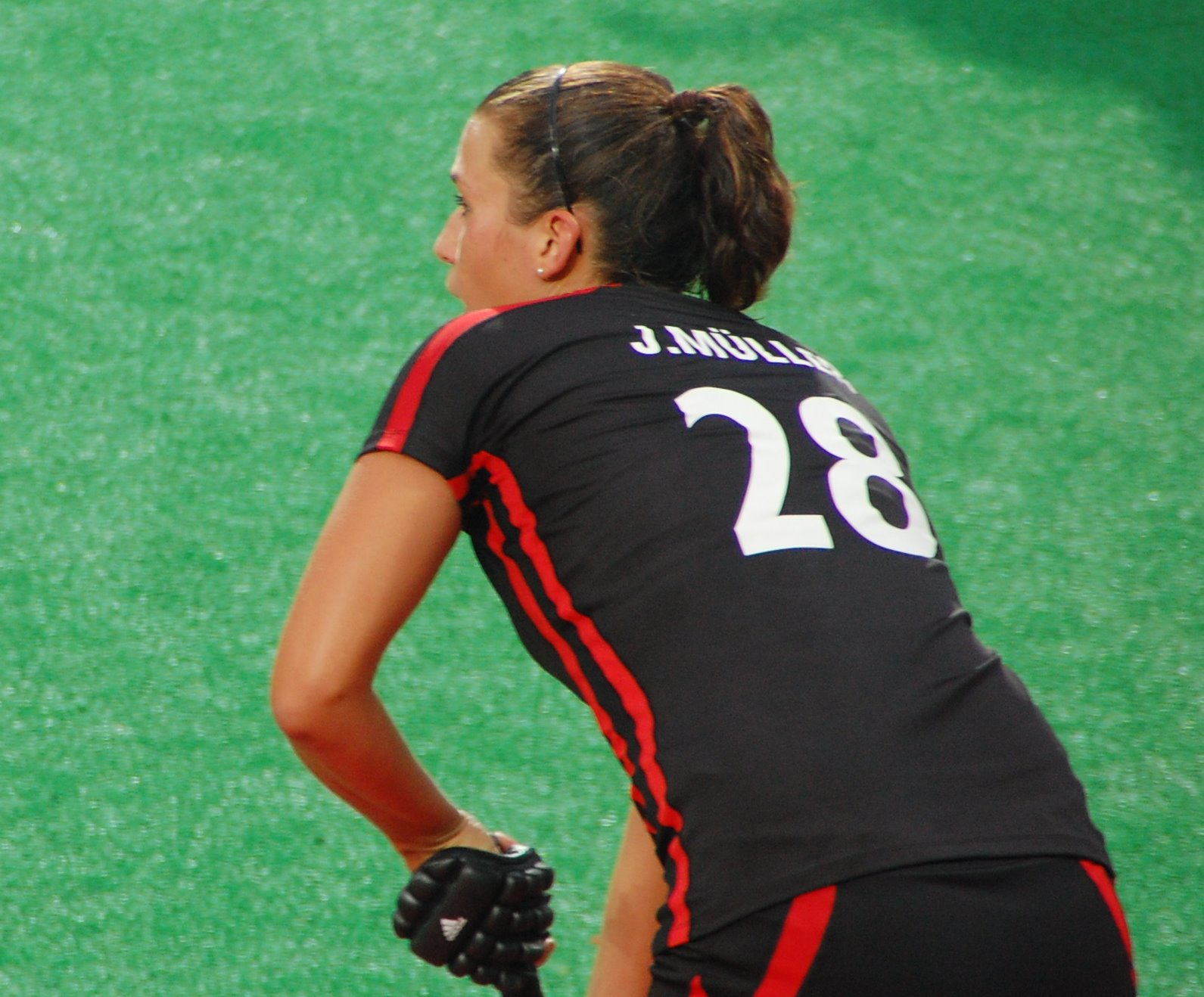
Julia Müller

Julia Müller (* 10. Dezember 1985 in Hamburg) ist eine deutsche Hockeyspielerin.

## Karriere
Julia Müller begann beim Harvestehuder THC mit dem Hockeyspiel. Mit dem HTHC gewann sie in der Jugend zwei Hallenmeistertitel und einen Freilufttitel. Nach einem Zwischenspiel in der Jugend des FC Barcelona wurde sie 2007 mit dem HTHC Meisterin in der Halle. Julia Müller spielt derzeit in den Niederlanden beim MHC Laren.
2005 wurde Julia Müller Vizeweltmeisterin der U21, 2006 wurde sie mit der U21 Europameisterin. 2007 wurde sie bei der Hallenweltmeisterschaft in Wien als beste Spielerin des Turniers ausgezeichnet, die deutsche Mannschaft erreichte den dritten Platz. Im Freien wurde die Verteidigerin 2007 mit der deutschen Hockeynationalmannschaft Europameisterin. 2008 belegte sie mit Deutschland den zweiten Platz bei der FIH Champions Trophy in Mönchengladbach. Bei den Olympischen Spielen 2008 belegte sie mit Deutschland genauso den vierten Platz wie bei der Weltmeisterschaft 2010, bei den Europameisterschaften 2009 und 2011 gewann sie jeweils die Silbermedaille.
Bei den Olympischen Spielen 2016 gewannen sie und ihre Hockeymannschaft die Bronzemedaille. Dafür wurde sie am 1. November 2016 durch Verleihung des Silbernen Lorbeerblatts geehrt. Nach dem Turnier beendete sie ihre internationale Karriere und wurde 2018 in die Hall of Fame des Hockeysports aufgenommen.
Julia Müller hat 269 Länderspiele für Deutschland absolviert, davon 12 in der Halle.